# Nguyễn Văn Kiểm (thiếu tướng Việt Nam Cộng hòa)
Nguyễn Văn Kiểm (1924 - 1969) nguyên là một tướng lĩnh Bộ binh của Quân lực Việt Nam Cộng hòa, cấp bậc Thiếu tướng. Ông xuất thân từ khóa đầu tiên ở trường Võ bị Viễn đông do Quân đội Pháp mở ra tại nam Cao nguyên Trung phần Việt Nam, với mục đích đào tạo sĩ quan người Việt để phục vụ cho Quân đội thuộc địa, sau này là Quân đội Liên hiệp Pháp. Trong quân đội, ông bắt đầu bằng chức vụ chỉ huy cấp Trung đội, tuần tự sau đó ông lên đến chức vụ chỉ huy cấp Trung đoàn Bộ binh. Sau này ông được chuyển nhiệm vụ sang lĩnh vực Chỉ huy các cơ sở Quân huấn đào tạo nhân lực.

## Tiểu sử & Binh nghiệp
Ông sinh vào tháng 10 năm 1924 trong một gia đình điền chủ khá giả tại Vĩnh Long, miền tây Nam phần Việt Nam. Tốt nghiệp Trung học chương trình Pháp ở Cần Thơ với văn bằng Thành chung. Sau đó, ông được tuyển dụng làm công chức tại Vĩnh Long cho đến ngày gia nhập quân đội.

### Quân đội Liên hiệp Pháp
Giữa năm 1946, ông nhập ngũ vào Quân đội thuộc địa Pháp, mang số quân: 44/100.759. Theo học khóa 1 Nguyễn Văn Thinh tại trường Võ bị Liên quân Viễn Đông Đà Lạt, khai giảng ngày 15 tháng 7 năm 1946. Ngày 1 tháng 7 năm 1947 mãn khóa tốt nghiệp với cấp bậc Chuẩn úy. Ra trường ông được cử làm Trung đội trưởng trong một Tiểu đoàn Bộ binh của Quân đội Liên hiệp Pháp. Đầu tháng 7 năm 1948, ông được thăng cấp Thiếu úy giữ chức vụ Đại đội phó.

### Quân đội Quốc gia Việt Nam
Giữa năm 1950, chuyển sang phục vụ Quân đội Quốc gia, ông được thăng cấp Trung úy giữ chức vụ Đại đội trưởng trong Tiểu đoàn Việt Nam. Đầu năm 1952, ông được thăng cấp Đại úy làm Tiểu đoàn trưởng Tiểu đoàn Việt Nam.

### Quân đội Việt Nam Cộng hòa
Năm 1955, sau khi Chính thể Đệ nhất Cộng hòa ra đời, chuyển sang phục vụ cơ cấu mới là Quân đội Việt Nam Cộng hòa, tháng 11 cùng năm ông được thăng cấp Thiếu tá giữ chức vụ Trung đoàn trưởng trung đoàn Bộ binh. Đầu năm 1957, chuyển sang lĩnh vực Tham mưu, ông được cử làm Tham mưu phó trong Bộ tư lệnh Đệ tam Quân khu tại Nha Trang. Giữa năm 1958, ông được thăng cấp Trung tá du học lớp Tham mưu Chỉ huy cao cấp tại trường Chỉ huy và Tham mưu Fort Leavenworth thuộc Tiểu bang Kansas, Hoa Kỳ. Đầu năm 1959 về nước, chuyển sang lĩnh vực Quân huấn, ông được chỉ định làm Chỉ huy phó trường Hạ sĩ quan Quân đội Việt Nam Cộng hòa. Tháng 10 năm 1962, ông được thăng cấp Đại tá tại nhiệm. Thượng tuần tháng 12 cùng năm, ông được bổ nhiệm làm Chỉ huy trưởng trường Hạ sĩ quan Đồng Đế thay thế Đại tá Đỗ Cao Trí được bổ nhiệm chức vụ Tư lệnh Sư đoàn 1 Bộ binh.
Giữa năm 1964, sau vụ Chỉnh lý nội bộ các tướng lãnh trong Hội đồng Quân nhân Cách mạng (ngày 30 tháng 1) để giành quyền Lãnh đạo của Trung tướng Nguyễn Khánh, ông được lệnh bàn giao chức vụ Chỉ huy trưởng trường Hạ sĩ quan Đồng Đế lại cho Trung tá Nguyễn Vĩnh Xuân. Sau đó chuyển về Cao nguyên Trung phần, ông được cử giữ chức vụ Chỉ huy trưởng trường Võ bị Quốc gia Đà Lạt thay thế Đại tá Trần Văn Trung. Ngày 11 tháng 8 cùng năm, ông được thăng cấp Chuẩn tướng tại nhiệm. Ngày 28 tháng 11 cuối năm, ông tổ chức lễ mãn khóa 19 Nguyễn Trãi sĩ quan hiện dịch dưới sự chủ toạ của Đại tướng Nguyễn Khánh.
Hạ tuần tháng 9 năm 1965, ông được chuyển công tác về phủ Tổng thống giữ chức vụ Tham mưu trưởng Biệt bộ Tham mưu, sau khi bàn giao chức Chỉ huy trưởng trường Võ bị Đà Lạt lại cho Đại tá Lâm Quang Thơ. Ngày 19 tháng 6 năm 1968, ông được thăng cấp Thiếu tướng tại nhiệm.

## Bị sát hại và từ trần
Ngày 1 tháng 2 năm 1969, ông bị thương trong một vụ đánh bom mưu sát khi từ cơ quan trở về nhà. Vụ mưu sát này, chủ mưu là đội đặc công của đối phương nằm vùng tại Sài Gòn. Do lúc đấy, ông đang đi bằng chiếc xe của tướng Linh Quang Viên, đối tượng chính của cuộc mưu sát, vì vậy ông vô tình trở thành nạn nhân.
Sau vụ đánh bom, ông bị cụt chân trái và phải tháo khớp. Sau đó ông được giải ngũ để ra nước ngoài chữa trị, nhưng vì vết thương quá nặng, nên sau một thời gian ngắn ông đã từ trần, hưởng dương 45 tuổi.